# Learned Hand
Billings Learned Hand (27. ledna 1872 – 18. srpna 1961) byl vlivný americký právník a právní filosof. V letech 1909–1924 zastával post soudce u Obvodního soudu pro newyorský jižní distrikt a v letech 1924–1961 u Odvolacího soudu pro druhý soudní obvod. Je znám pro svou ekonomickou analýzu zákona o odpovědnosti z nedbalosti. Byl také aktivním obhájcem svobody projevu.

## Odpovědnost z nedbalosti
Podle Handa projevila osoba nedbalost, jestliže pravděpodobná újma způsobená oběti je vyšší, než náklady vynaložené na její odvrácení (Handovo pravidlo). Jinými slovy, soudy by měly, chtějí-li dosáhnout maximálního sociálního efektu a zabezpečení, vést lidi k vynakládání prostředků na bezpečnost práce jen tehdy, jestliže mezní výhoda je vyšší než mezní náklady.
Původní věta však zněla takto: "V každém případě se soudy musí ptát, zda závažnost potenciálního zla, snížená o jeho nepravděpodobnost, ospravedlňuje takový zásah do svobody slova, který by odvrátil dané riziko."